# Cliniques universitaires Saint-Luc
Pour les articles homonymes, voir Hôpital Saint-Luc (homonymie).
Les cliniques universitaires Saint-Luc sont un centre hospitalier universitaire de Bruxelles (Belgique) qui a ouvert le 23 août 1976. Les cliniques se situent à Woluwe-Saint-Lambert et dépendent de l'université catholique de Louvain (UCLouvain) dont les facultés médicales se situent à côté de l'hôpital, sur le campus de l'UCLouvain Bruxelles Woluwe.

## Histoire
En 1968, l'UCLouvain a acquis des terrains à l'est de Bruxelles. Son but était de construire un nouveau campus vu le contexte de la scission de l'université. Ce campus était d'abord destiné aux facultés médicales. Ensuite, au début des années 1970, la construction d'une clinique a été envisagée. Elle n'a cessé de grandir jusqu'à aujourd'hui. Ces dernières années ont vu l'ouverture de nouvelles ailes comme l'Institut Albert-Élisabeth et une tour de laboratoire. De nombreuses unités ou services sont en cours de rénovation.

## Le personnel des cliniques
Les cliniques universitaires Saint-Luc comptent 6 009 salariés, soit 4 970 équivalents temps plein. Saint-Luc est l’un des principaux employeurs de la Région de Bruxelles-Capitale.

## Partenaires et réseaux

### Réseau Santé Louvain
L'UCLouvain et les Cliniques universitaires Saint-Luc rassemblent un réseau de partenaires au sein du Réseau Santé Louvain, parfois de manière confondue avec le groupe hospitalier Saint-Luc – UCLouvain, qui permet de développer la prise en charge d’un bout à l’autre de l’épisode des soins hospitaliers. Le réseau compte plus de 30 membres et plusieurs centaines d'implantations à Bruxelles, en Wallonie et au grand-duché du Luxembourg.

### Groupe hospitalier Saint-Luc – UCLouvain
À l'intérieur du Réseau Santé Louvain, une série de centres hospitaliers participent de manière intégrée à la coopération de savoirs et d'acteurs médicaux au sein du Groupe hospitalier Saint-Luc – UCLouvain :
- les cliniques universitaires Saint-Luc elles-mêmes ;
- le centre hospitalier neurologique William Lennox à Ottignies-Louvain-la-Neuve ;
- le centre hospitalier Valida à Bruxelles ;
- le centre hospitalier régional Mons-Hainaut à Mons et Boussu ;
- la clinique Notre-Dame de Grâce à Charleroi ;
- la clinique Sanatia à Bruxelles ;
- la clinique Saint-Pierre d'Ottignies ;
- l'hôpital psychiatrique La Petite Maison APsy-UCLouvain à Chastres ;

Le centre neurologique William Lennox établi par l'UCLouvain à Ottignies-Louvain-la-Neuve avait prévu de fusionner avec les cliniques Saint-Luc en 2001. Dès 2013, il formalise à nouveau une collaboration intensive avec les cliniques Saint-Luc,. Le site reprend la dénomination de Centre hospitalier neurologique William Lennox – Groupe hospitalier Saint-Luc – UCLouvain.

### Réseau hospitalier locorégional
En janvier 2019, anticipant les réformes prévues par les gouvernements fédéral et régionaux, les cliniques universitaires Saint-Luc, la clinique Saint-Jean (établie sur trois sites à Bruxelles, dont un jouxtant l'UCLouvain Saint-Louis - Bruxelles) et la clinique Saint-Pierre à Ottignies-Louvain-la-Neuve, ont annoncé la création d'un réseau hospitalier locorégional, sans question de fusion. Ce réseau constitué autour des cliniques Saint-Luc et de l'UCLouvain sera l'un des trois de la Région de Bruxelles-Capitale (qui compte trois hôpitaux universitaires). Il s'agira également du seul réseau situé sur deux régions. En décembre 2019, les cliniques de l'Europe, à Bruxelles (hôpitaux Sainte-Élisabeth et Saint-Michel), qui font partie du Réseau Santé Louvain et sont liées à la clinique Saint-Jean, rejoignent également le réseau hospitalier. Ce dernier, constitué en association sans but lucratif, prend son siège aux cliniques universitaires Saint-Luc et, après s'être appelé temporairement CUSL-CSPO-SJ-EZCE, prend dès mars 2021 la dénomination de H.uni.

## Patients célèbres
- Hergé : s'y est éteint le 3 mars 1983 après un coma d'une semaine.

### Naissances
- Amedeo de Belgique, archiduc d'Autriche.
- Maria Laura de Belgique, archiduc d'Autriche.
- Joachim de Belgique, archiduc d'Autriche.
- Louise de Belgique (2004)
- Aymeric de Belgique
- Nicolas de Belgique

## Accès
L'hôpital se situe à l'est de la Région de Bruxelles-Capitale, dans la commune de Woluwe-Saint-Lambert. L'entrée des cliniques est accessible par la ligne 1 du métro de Bruxelles à la station Alma, ainsi que par les lignes de bus 42 (arrêt UCLouvain - Saint-Luc) et 79 (arrêt Cliniques - UCLouvain). L'aéroport de Bruxelles se situe à dix minutes en voiture de l'hôpital ce qui permet à des patients étrangers de s'y rendre facilement.